# St. Louis Film Critics Association Awards 2016
Le cerimonia della 13ª edizione St. Louis Film Critics Association Awards è stata presentata il 18 dicembre 2016, le candidature erano state annunciate il 12 dicembre 2016.

## Vincitori, secondi e candidature

### Miglior film
- La La Land, regia di Damien Chazelle
- 2º classificato (ex aequo): Hell or High Water, regia di David Mackenzie
- 2º classificato (ex aequo): Manchester by the Sea, regia di Kenneth Lonergan
- Arrival, regia di Denis Villeneuve
- Moonlight, regia di Barry Jenkins

### Miglior attore
- Casey Affleck - Manchester by the Sea
- 2º classificato: Joel Edgerton - Loving
- Viggo Mortensen - Captain Fantastic
- Ryan Gosling - La La Land
- Tom Hanks - Sully

### Miglior attore non protagonista
- Mahershala Ali - Moonlight
- 2º classificato: Lucas Hedges - Manchester by the Sea
- Jeff Bridges - Hell or High Water
- Dev Patel - Lion - La strada verso casa (Lion)
- Michael Shannon - Animali notturni (Nocturnal Animals)

### Miglior attrice
- Isabelle Huppert - Elle
- 2ª classificata: Natalie Portman - Jackie
- Amy Adams - Arrival
- Ruth Negga - Loving
- Emma Stone - La La Land

### Miglior attrice non protagonista
- Viola Davis - Barriere (Fences)
- 2° classificate: Michelle Williams - Manchester by the Sea
- Naomie Harris - Moonlight
- Greta Gerwig - Le donne della mia vita (20th Century Women)
- Lily Gladstone - Certain Women

### Miglior regista
- Damien Chazelle - La La Land
- 2º classificato (ex aequo): Kenneth Lonergan - Manchester by the Sea
- 2º classificato (ex aequo): Denis Villeneuve - Arrival
- Barry Jenkins - Moonlight
- David Mackenzie - Hell or High Water

### Migliore adattamento della sceneggiatura
- Whit Stillman - Amore e inganni (Love & Friendship)
- 2º classificato: Eric Heisserer - Arrival
- August Wilson - Barriere (Fences)
- Luke Davies - Lion - La strada verso casa (Lion)
- Tom Ford - Animali notturni (Nocturnal Animals)

### Migliore sceneggiatura originale
- Taylor Sheridan - Hell or High Water
- 2º classificato: Kenneth Lonergan - Manchester by the Sea
- Damien Chazelle - La La Land
- Jeff Nichols - Loving
- Barry Jenkins - Moonlight

### Miglior fotografia
- Linus Sandgren - La La Land
- 2º classificato: James Laxton - Moonlight
- Bradford Young - Arrival
- Vittorio Storaro - Café Society
- Roger Deakins - Ave, Cesare! (Hail, Caesar!)

### Migliore canzone
- "Audition (The Fools Who Dream)" - La La Land
- 2º classificato: "City of Stars" - La La Land
- "How Far I'll Go" - Oceania (Moana)
- "You're Welcome" - Oceania (Moana)
- "Drive It Like You Stole It" - Sing Street

### Migliore montaggio
- Sebastián Sepúlveda - Jackie
- 2º classificato (ex aequo): John Gilbert - La battaglia di Hacksaw Ridge (Hacksaw Ridge)
- 2º classificato (ex aequo): Tom Cross - La La Land
- Joi McMillon e Nat Sanders - Moonlight
- Joan Sobel - Animali notturni (Nocturnal Animals)

### Miglior film in lingua straniera
- Elle, regia di Paul Verhoeven • Francia
- 2º classificato: Agassi (아가씨), regia di Park Chan-wook • Corea del Sud
- Mr. Ove (En man som heter Ove), regia di Hannes Holm • Svezia
- Little Sister (Umimachi Diary), regia di Hirokazu Kore'eda • Giappone
- Vi presento Toni Erdmann (Toni Erdmann), regia di Maren Ade • Germania e Austria

### Miglior film di animazione
- Zootropolis (Zootopia), regia di Byron Howard e Rich Moore
- 2º classificato: Kubo e la spada magica (Kubo and the Two Strings), regia di Travis Knight
- Avril et le Monde truqué, regia di Christian Desmares e Franck Ekinci
- Alla ricerca di Dory (Finding Dory), regia di Andrew Stanton e Angus MacLane
- Oceania (Moana), regia di Ron Clements e John Musker

### Migliori musiche
- Justin Hurwitz - La La Land
- 2º classificato: Mica Levi - Jackie
- Jóhann Jóhannsson - Arrival
- Nicholas Britell - Moonlight
- Cliff Martinez - The Neon Demon

### Migliori effetti speciali
- Il libro della giungla (The Jungle Book)
- 2º classificato: Doctor Strange
- Arrival
- La La Land
- Sette minuti dopo la mezzanotte (A Monster Calls)

### Migliore direzione artistica
- Seong-hee Ryu - Agassi (아가씨)
- 2º classificato (ex aequo): Stuart Craig e James Hambidge - Animali fantastici e dove trovarli (Fantastic Beasts and Where to Find Them)
- 2º classificato (ex aequo): Jean Rabasse - Jackie
- 2º classificato (ex aequo): David Wasco - La La Land
- Jess Gonchor - Ave, Cesare! (Hail, Caesar!)

### Migliore colonna sonora
- Sing Street
- 2º classificato: La La Land
- Tutti vogliono qualcosa (Everybody Wants Some!!)
- Oceania (Moana)
- Trolls

### Migliore scena
- La La Land - Segmento di danza di apertura: "Another Day of Sun."
- 2º classificato: Ave, Cesare! (Hail, Caesar!) - "Would that it were so simple."
- Captain America: Civil War - Battaglia all'aeroporto di Leipzig/Halle
- Deadpool - Crediti di apertura
- Manchester by the Sea - Lee (Casey Affleck) e Randi (Michelle Williams) si incontrano per strada

### Miglior documentario
- I Am Not Your Negro, regia di Raoul Peck
- 2º classificato: Weiner, regia di Josh Kriegman ed Elyse Steinberg
- De Palma, regia di Noah Baumbach
- La principessa e l'aquila (The Eagle Huntress), regia di Otto Bell
- Gleason, regia di Clay Tweel

### Migliore film commedia
- Ave, Cesare! (Hail, Caesar!), regia di Joel ed Ethan Coen
- 2º classificato: Vite da Popstar (Popstar: Never Stop Never Stopping), regia di Akiva Schaffer e Jorma Taccone
- Deadpool, regia di Tim Miller
- Don't Think Twice, regia di Mike Birbiglia
- Florence (Florence Foster Jenkins), regia di Stephen Frears

### Miglior film horror/fantascienza
- The Witch, regia di Robert Eggers
- 2º classificato: Arrival, regia di Denis Villeneuve
- 10 Cloverfield Lane, regia di Dan Trachtenberg
- Doctor Strange, regia di Scott Derrickson
- Man in the Dark (Don't Breathe), regia di Fede Álvarez

### Miglior film d'azione
- Captain America: Civil War, regia di Anthony e Joe Russo
- 2º classificato: Doctor Strange, regia di Scott Derrickson
- Deadpool, regia di Tim Miller
- La battaglia di Hacksaw Ridge (Hacksaw Ridge), regia di Mel Gibson
- Jason Bourne, regia di Paul Greengrass